# Odocoileus hemionus
Il cervo mulo (Odocoileus hemionus, (Rafinesque, 1817)) è un mammifero artiodattilo appartenente alla famiglia dei Cervidi, diffuso nella porzione occidentale del Nordamerica. Prende il nome dalla conformazione delle orecchie che somigliano a quelle di un mulo.
Suo stretto parente è il cervo dalla coda bianca. Le due specie condividono lo stesso habitat naturale e possono essere confuse. La differenza principale è il colore nero della punta della coda del cervo mulo. Un'altra sottile differenza è la crescita biforcata dei palchi del Cervo mulo mentre quelli del cervo dalla coda bianca crescono con un aggetto più marcatamente frontale. I cervi mulo tendono a essere leggermente più grandi. I suoi nemici naturali sono il lupo, il grizzly, il coyote, il puma e il baribal.

## Sottospecie
Cervo dalla coda nera di Sitka (O. h. sitkensis)
     Cervo dalla coda nera (O. h. columbianus)
     Cervo mulo della California (O. h. californicus)
     Cervo mulo del sud (O. h. fuliginatus)
     Cervo mulo della penisola (O. h. peninsulae)
     Cervo mulo del deserto (O. h. eremicus)
     Cervo mulo delle Montagne Rocciose (O. h. hemionus)

Areale di sette sottospecie di cervo mulo:
Cervo dalla coda nera di Sitka (O. h. sitkensis)
Cervo dalla coda nera (O. h. columbianus)
Cervo mulo della California (O. h. californicus)
Cervo mulo del sud (O. h. fuliginatus)
Cervo mulo della penisola (O. h. peninsulae)
Cervo mulo del deserto (O. h. eremicus)
Cervo mulo delle Montagne Rocciose (O. h. hemionus)

Alcuni studiosi considerano l'O. h. crooki come un sinonimo senior dell'O. h. eremicus, ma si tratta di un ibrido tra il cervo mulo e il cervo dalla coda bianca e l'assegnazione come O. h. crooki non è pertanto valida. Anche la validità dell'O. h. inyoensis è stata messa in discussione, mentre le due varianti insulari O. h. cerrosensis e O. h. sheldoni potrebbero esseri sinonimi di O. h. eremicus o O. h. peninsulae.
La terza edizione del Mammal Species of the World riporta le seguenti dieci sottospecie:
- Gruppo del cervo mulo (sensu stricto):
  - O. h. californicus – Cervo mulo della California
  - O. h. cerrosensis – Cervo mulo dell'isola Cedros (Merriam, 1898)
  - O. h. eremicus – Cervo mulo del deserto (nord-ovest del Messico e Arizona)
  - O. h. fuliginatus – Cervo mulo del sud (California del sud e Bassa California)
  - O. h. hemionus – Cervo mulo delle Montagne Rocciose (Nord America centro-occidentale)
  - O. h. inyoensis – Cervo mulo di Inyo (Sierra Nevada, California)
  - O. h. peninsulae – Cervo mulo della penisola (Bassa California del Sud)
  - O. h. sheldoni – Cervo mulo di Tiburon (isola di Tiburón)
- Gruppo del cervo dalla coda nera:
  - O. h. columbianus – Cervo dalla coda nera (Costa nord-occidentale del Pacifico e California settentrionale)
  - O. h. sitkensis – Cervo dalla coda nera di Sitka (area costiera e isole della Columbia Britannica)

## Galleria d'immagini

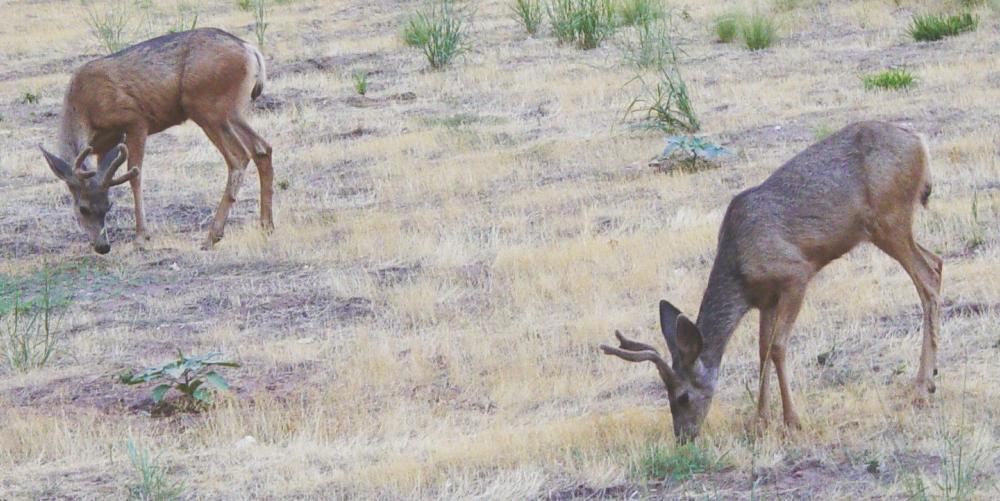
Al pascolo nel Parco nazionale di Zion.
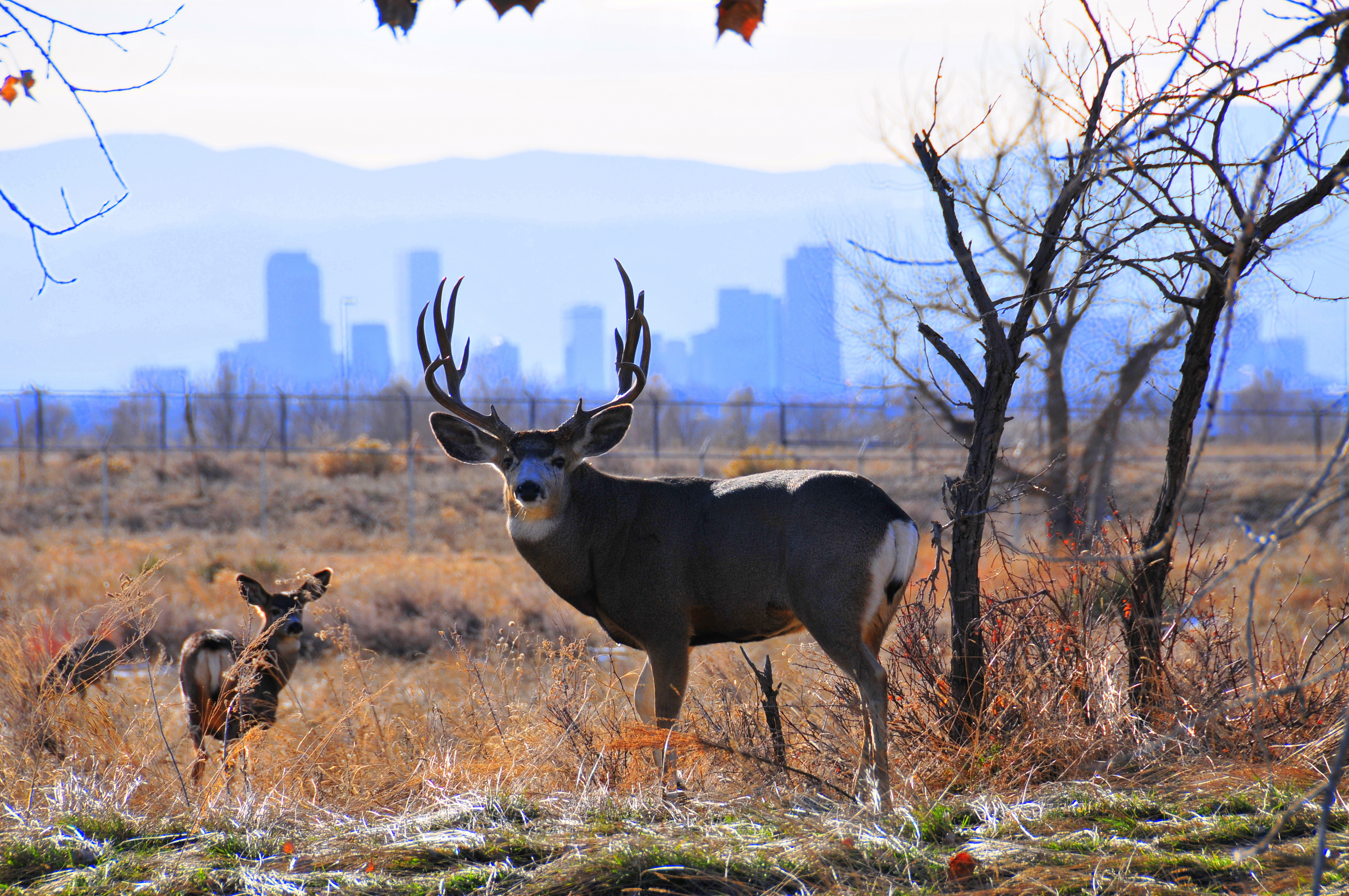
Maschio di cervo mulo nelle Montagne Rocciose.
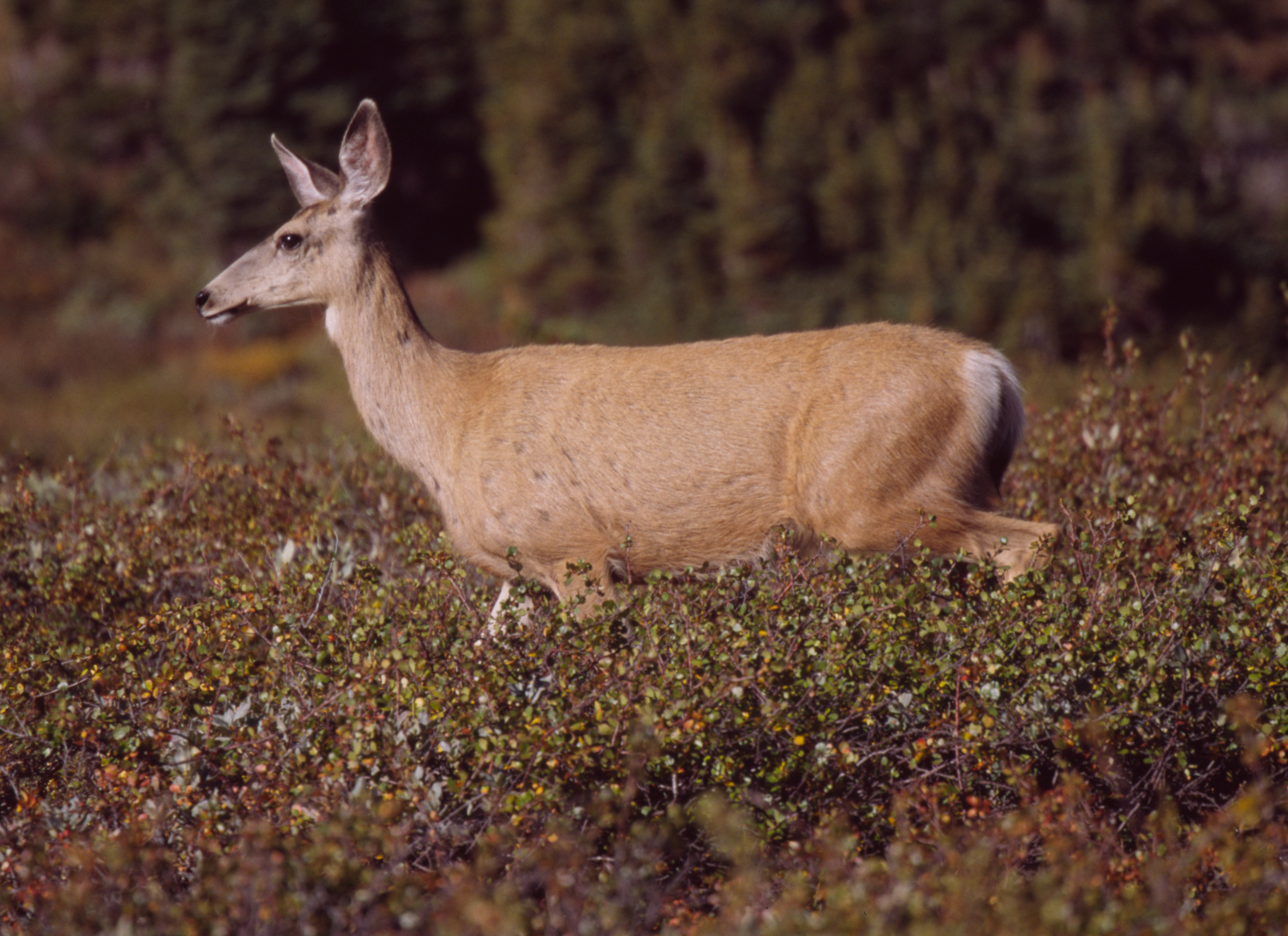
Femmina di cervo mulo al pascolo nello Stato dell'Alberta, Canada.
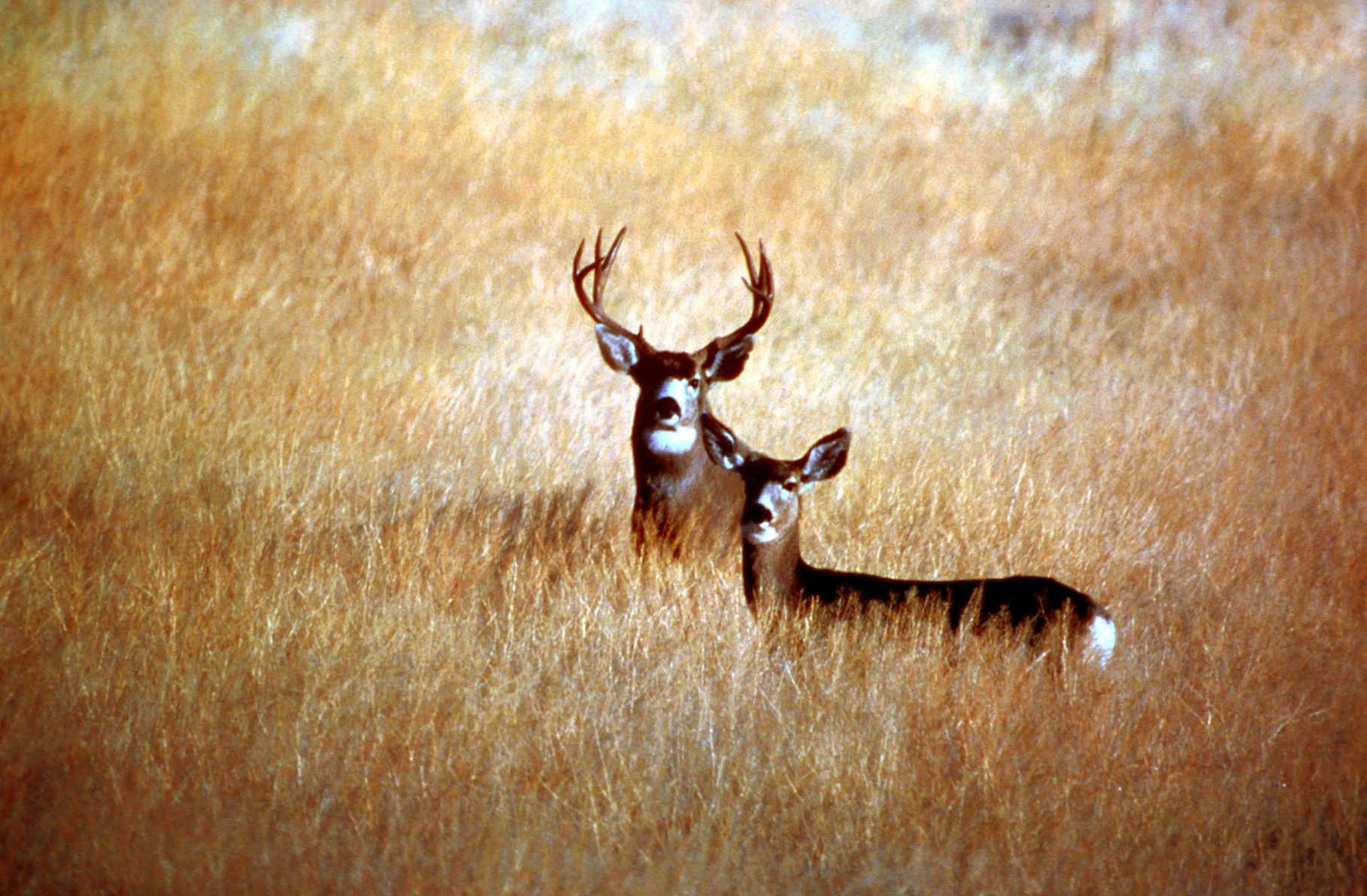
Coppia al pascolo.
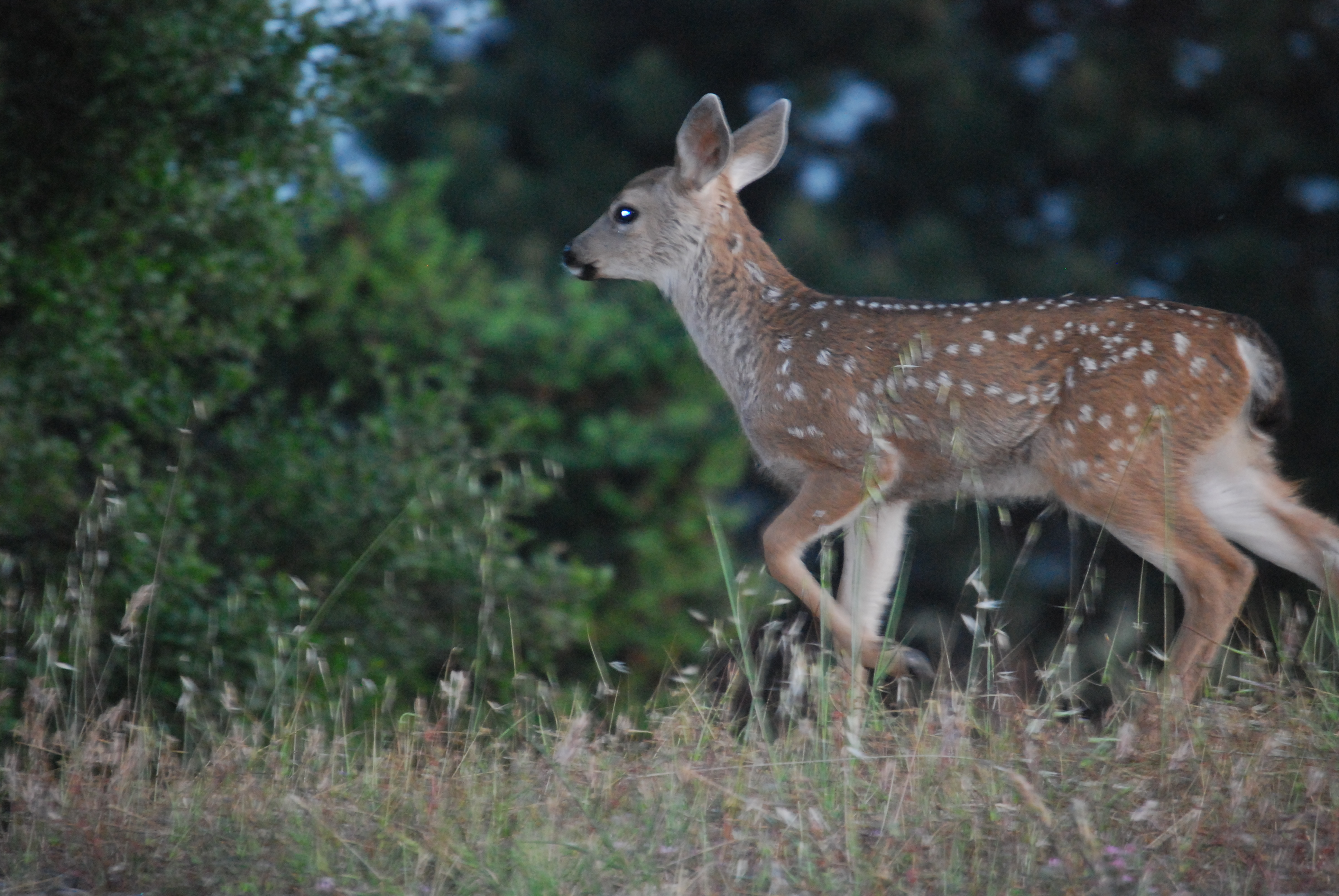
Un cucciolo
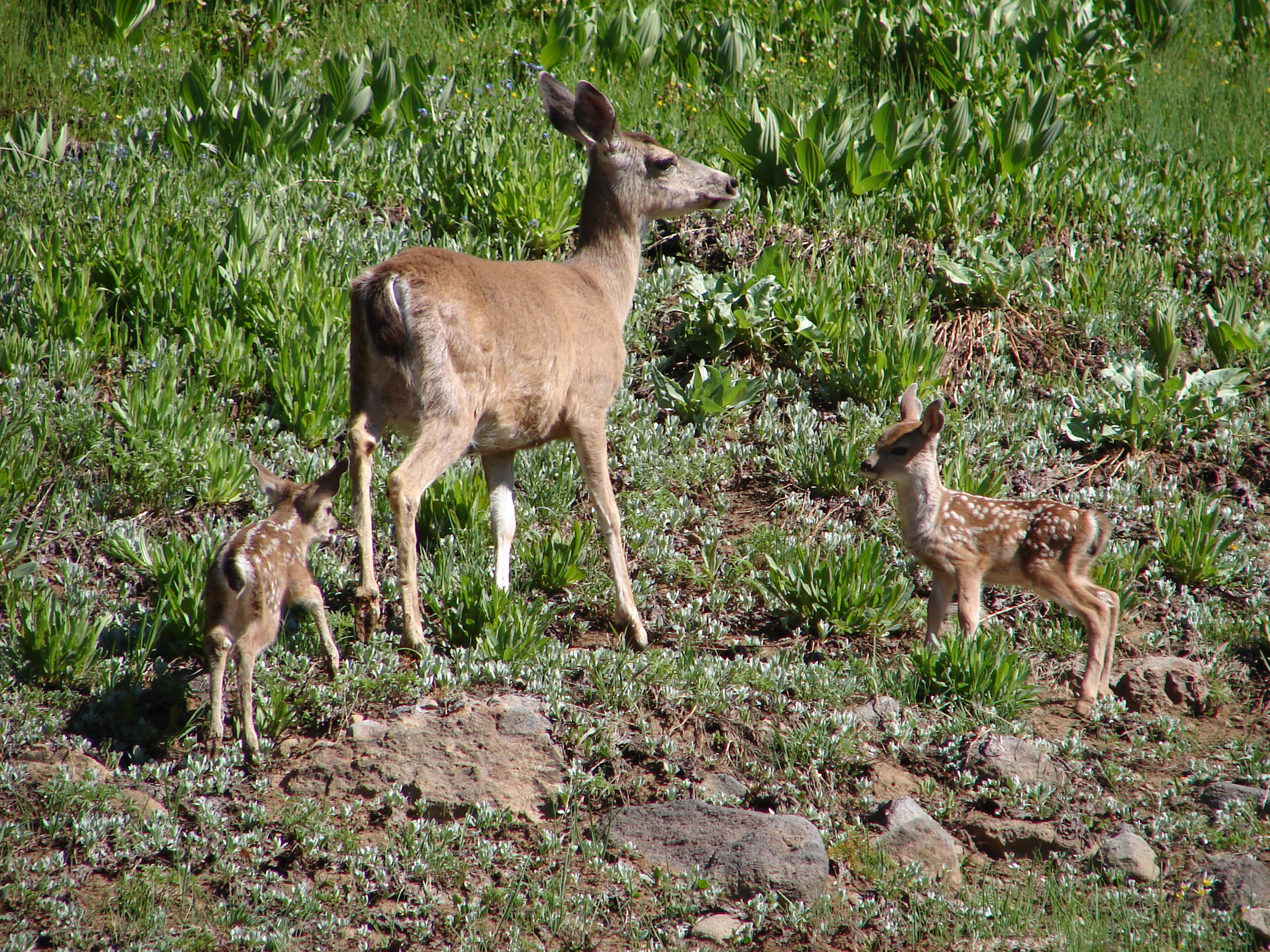
Femmina con 2 cuccioli